# Banski dvori
Banski dvori, večkrat tudi bansko sodišče, je zgodovinska stavba na zahodni strani Trga sv. Marka v Zagrebu, prestolnici Hrvaške. Služila je kot uradna rezidenca hrvaških banov (podkraljev), v njej pa ima zdaj svoj sedež hrvaška vlada.
Banski dvori so dvonadstropna baročna stavba, ki jo je v prvi polovici 19. stoletja zgradil Ignaz Gyulay. V njem so predavali o hrvaški prepovedi od leta 1809 do 1918, od tod tudi ime Banski dvori. V tem obdobju je bila v njem Tabula Banalis in kasneje kraljeva dvorska miza. Ban Josip Jelačić, po katerem je poimenovan Trg bana Jelačića, je prav tako prebival v Banskih dvorih.
Med drugo svetovno vojno in tako imenovano Neodvisno državo Hrvaško (1941–45) je zgradba služila kot pisarna Poglavnika Anteja Pavelića in se imenoval Poglavnikovi dvori. Med letoma 1945 in 1991, v obdobju SFR Jugoslavije, so bili Banski dvori uradna rezidenca predsedstva Socialistične republike Hrvaške. Maja 1990 je postala uradna rezidenca predsednika in hrvaške vlade. 7. oktobra 1991 je Jugoslovanska ljudska armada izvedla zračni napad na predsednika Franja Tuđmana, predsednika predsedstva Jugoslavije Stipeta Mesića in predsednika Zveznega izvršnega sveta Jugoslavije Anteja Markovića. Vsi trije so napad preživeli. Naslednji dan je hrvaški sabor razglasil neodvisnost Hrvaške od Jugoslavije. Leta 1992 je predsednik svojo rezidenco preselil v predsedniško palačo.